# Kurash
Kurash (lucha en uzbeco y tártaro) es el nombre dado a la lucha tradicional de Uzbekistán y Tatarstan. 
Es una forma de lucha de pie con chaqueta originaria de Uzbekistán, y practicada desde tiempos antiguos. Es una disciplina de los Juegos Asiáticos.

## Historia

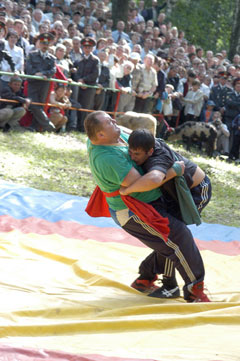
Lucha tartara «Kurash».

Con más de 3500 años, ya se encuentra en pinturas y escritos de la época del emperador Tamerlán. Este deporte es muy practicado en Uzbekistán, donde los torneos congregan a miles de espectadores (hasta 30 000 en Taskent, la capital). 
Desde el fin de la antigua U.R.S.S. y el reconocimiento de la República de Uzbekistán, un ex samboka famoso en su país, Komil Yusupov, reunió los diferentes estilos regionales de lucha y los unificó en un deporte internacional, codificado y exportable a todo el mundo. Así nació en 1997, la Asociación Internacional de Kurash (IKA), una nueva federación internacional en 2007, de 82 miembros (naciones) afiliados. 
Torneos internacionales, continentales y los campeonatos mundiales se celebran con regularidad en todo el mundo. Su reciente introducción en juegos asiáticos y africanos como deporte de demostración le lleva a reclamar en el futuro su participación como tal en los Juegos Olímpicos. 
Lo que lo hace tan popular es especialmente su gran dinamismo, velocidad de ejecución, y su espectacularidad. Al ser un estilo con chaqueta, le hace parecerse al "judo tradicional" de hace 30 años. Pero es mucho más antiguo, y algunos creen que Jigoro Kano, el fundador del judo, hizo una breve estancia en Uzbekistán, para coger algunas ideas. En cualquier caso, es un primo hermano del judo y del sambo (ruso) que los ha inspirado.

## Reglas
Es un estilo de lucha con chaqueta. En posición de pie, se trata de voltear o derribar al contrario mediante agarres de la parte superior del cuerpo, de la chaqueta o del cinturón.
No existe lucha en suelo, no existen ataques con los brazos a las piernas, y tiene un sistema de puntuación parecido al judo.

### Victoria
- Por victoria total (khalol o 2 yonbosh).
- Por mayor número de puntos (chala).
- En caso de empate (por este orden): menos penalizaciones, el último punto marcando, el que no ha sido penalizado el último, y por decisión arbitral.

### Puntuación
- Victoria total (Khalol): Proyectar de espaldas al oponente. Se gana el combate.
- Media victoria (Yonbosh): Proyectar de costado al oponente. Dos Yonbosh dan un Khalol.
- Puntos (Chala): Derribar al oponente sobre su muslo, nalgas o pecho, o ligeramente sobre su costado. No conduce a victoria total.

### Penalizaciones
Provocan penalizaciones: arrodillarse, coger las piernas del rival, técnicas de sumisión, salirse intencionadamente del área de combate.

### En caso de empate (gana por este orden)
Menos penalizaciones, último punto marcado, el que no ha sido penalizado el último, y por decisión arbitral.

## Events

### World Kurash Championships
| Edition | Year | Host City   | Country    | Events |
| ------- | ---- | ----------- | ---------- | ------ |
| 1       | 1999 | Taskent     | Uzbekistán | 3      |
| 2       | 2000 | Antalya     | Turquía    | 4      |
| 3       | 2001 | Budapest    | Hungría    | 2      |
| 4       | 2002 | Ereván      | Armenia    | 7      |
| 5       | 2005 | Taskent     | Uzbekistán | 13     |
| 6       | 2007 | Ulán Bator  | Mongolia   | 11     |
| 7       | 2009 | Alushta     | Ucrania    | 14     |
| 8       | 2011 | Termez      | Uzbekistán | 14     |
| 9       | 2013 | Istanbul    | Turquía    | 15     |
| 10      | 2015 | Khorramabad | Irán       | 8      |
| 11      | 2017 | Istanbul    | Turquía    |        |

- http://kurash-ika.org/en/chempiony-mira/ Archivado el 22 de septiembre de 2020 en Wayback Machine.
- http://kurash-ika.org/en/category/news/
- http://kurash-ika.org/en/rezul-taty-turnirov-v-termeze/ Archivado el 25 de julio de 2019 en Wayback Machine. (World senior female and veteran world championships)
- http://kurash-ika.org/en/rezul-taty-v-chempionata-mira-sredi-vzrosly-h/ Archivado el 29 de julio de 2019 en Wayback Machine.
- http://kurash-ika.org/en/rezul-taty-i-chempionata-mira-sredi-veteranov/ Archivado el 30 de julio de 2019 en Wayback Machine. (Results of I World veteran champs)
- http://kurash-ika.org/en/aziya-dominiruet-na-pervom-komandnom-kubke-mira/ Archivado el 24 de julio de 2019 en Wayback Machine.

### World Junior Kurash Championships (U20)
| Edition | Year | Host City     | Country              | Events |
| ------- | ---- | ------------- | -------------------- | ------ |
| 1       | 2000 |               |                      |        |
| 2       | 2002 |               |                      |        |
| 3       | 2004 | Shahrisabz    | Uzbekistán           | 9      |
| 4       | 2006 | Santo Domingo | República Dominicana | 9      |
| 5       | 2008 |               |                      |        |
| 6       | 2010 | New Delhi     | India                | 14     |
| 7       | 2012 | Bournemouth   | Reino Unido          | 7      |
| 8       | 2016 | Kochi         | India                | 13     |

- 1st Cadet : http://kurash-ika.org/en/itogi-i-chempionata-mira-sredi-kadetov/ Archivado el 17 de julio de 2019 en Wayback Machine. (Results of I World Cadet Championships)
- 3rd : http://kurash-ika.org/en/rezul-taty-iii-chempionata-mira-sredi-molodezhi/ Archivado el 23 de julio de 2019 en Wayback Machine.
- 4th : http://kurash-ika.org/en/itogi-chempionata-mira-v-dominikanskoj-respublike/ Archivado el 23 de julio de 2019 en Wayback Machine.
- 6th : http://kurash-ika.org/en/chempiony-mira-po-kurashu/ Archivado el 17 de julio de 2019 en Wayback Machine.
- 7th : http://kurash-ika.org/en/v-velikobritanii-zavershilsya-chempionat-mira/ Archivado el 17 de julio de 2019 en Wayback Machine.
- 8th : http://kurash-ika.org/en/v-indii-otkry-lsya-chempionat-mira-sredi-molodezhi/ Archivado el 17 de julio de 2019 en Wayback Machine.
- 8th : http://kurash-ika.org/en/itogi-vtorogo-dnya-chempionata-mira-v-indii/ Archivado el 17 de julio de 2019 en Wayback Machine.

### Asian Kurash Championships
| Edition | Year | Host City | Country    | Events |
| ------- | ---- | --------- | ---------- | ------ |
| 1       | 2000 | Taskent   | Uzbekistán |        |
| 2       | 2001 |           |            |        |
| 3       | 2003 | Tehran    | Irán       | 5      |
| 4       | 2005 |           |            |        |
| 5       | 2006 | Kabul     | Afganistán | 6      |
| 6       | 2008 | Tehran    | Irán       | 5      |
| 7       | 2011 | Ilam      | Irán       | 5      |
| 8       | 2012 | Kochi     | India      | 13     |
| 9       | 2015 | Beirut    | Líbano     | 14     |

- http://kurash-ika.org/en/category/news/
- http://kurash-ika.org/en/itogi-chempionata-azii-po-kurashu/ Archivado el 26 de julio de 2019 en Wayback Machine.
- http://kurash-ika.org/en/rezul-taty-vii-chempionata-azii/ Archivado el 26 de julio de 2019 en Wayback Machine.
- http://kurash-ika.org/en/itogi-chempionata-azii-v-indii/ Archivado el 28 de julio de 2019 en Wayback Machine.
- http://kurash-ika.org/en/chempionat-azii-den-pervy-j/ Archivado el 17 de noviembre de 2017 en Wayback Machine.
- http://kurash-ika.org/en/itogi-vi-chempionata-azii-sredi-vzrosly-h/ Archivado el 24 de julio de 2019 en Wayback Machine.
- http://kurash-ika.org/en/kabul-prinyal-chempionat-azii/ Archivado el 17 de julio de 2019 en Wayback Machine.
- http://kurash-ika.org/en/tegeran-prinimaet-kontinental-ny-j-chempionat/ Archivado el 24 de julio de 2019 en Wayback Machine.

### Asian Junior Kurash Championships (U20)
| Edition | Year | Host City | Country            | Events |
| ------- | ---- | --------- | ------------------ | ------ |
| 1       | 2009 |           |                    |        |
| 2       | 2011 |           |                    |        |
| 3       | 2013 | Taipéi    | República de China | 29     |
| 4       | 2015 | Taoyuan   | República de China | 25     |
| 5       | 2017 | Tehran    | Irán               | 7      |

- http://kurashtd.org/new.aspx?id=26 Archivado el 29 de julio de 2019 en Wayback Machine.
- http://kurash-ika.org/en/v-irane-zavershilsya-chempionat-azii-sredi-molodezhi/ Archivado el 17 de noviembre de 2017 en Wayback Machine.
- http://kurash-ika.org/en/chempionat-azii-sredi-molodezhi-i-kadetov-v-kitajskom-tajbe-e/ Archivado el 25 de julio de 2019 en Wayback Machine. (Junior under 20 and cadet under 16 Kurash players)
- http://kurash-ika.org/en/v-tajbe-e-zavershilsya-chempionat-azii-2/ Archivado el 23 de julio de 2019 en Wayback Machine.

### Arab Kurash Championships
| Edition | Year | Host City | Country | Events |
| ------- | ---- | --------- | ------- | ------ |
| 1       | 2010 | Beirut    | Líbano  | 6      |
| 2       | 2011 |           |         |        |
| 3       | 2012 | Beirut    | Líbano  | 7      |
| 4       | 2013 | Beirut    | Líbano  | 3      |

- http://kurash-ika.org/en/rezul-taty-chempionata-v-livane/ Archivado el 1 de diciembre de 2017 en Wayback Machine.
- http://kurash-ika.org/en/livan-dominiruet-na-chempionate-arabskih-stran/ Archivado el 25 de julio de 2019 en Wayback Machine.
- http://kurash-ika.org/en/itogi-iv-chempionata-arabskih-stran/ Archivado el 24 de julio de 2019 en Wayback Machine.

### African Kurash Championships (Senior,Junior,Cadet)
| Edition | Year | Host City      | Country             | Events |
| ------- | ---- | -------------- | ------------------- | ------ |
| 1       | 2001 |                |                     |        |
| 2       | 2002 |                |                     |        |
| 3       | 2003 | Pretoria       | Sudáfrica           | 14     |
| 4       | 2004 | Casablanca     | Marruecos           | 8      |
| 5       | 2006 | Vanderbijlpark | Sudáfrica           | 24     |
| 6       | 2007 | Antananarivo   | Madagascar          | 12     |
| 7       | 2008 | Agadir         | Marruecos           | 13     |
| 8       | 2009 | Lusaka         | Zambia              | 15     |
| 9       | 2010 | Maputo         | Mozambique          | 15     |
| 10      | 2012 | Brazzaville    | República del Congo | 17     |
| 11      | 2013 | Johannesburgo  | Sudáfrica           | 23     |
| 12      | 2014 | Manzini        | Suazilandia         | 22     |
| 13      | 2015 | Maputo         | Mozambique          | 31     |
| 14      | 2016 | Brazzaville    | República del Congo | 7      |

- http://www.kurash-africa.com/Results/results.html
- http://kurash-ika.org/en/zambiya-gotova-k-chempionatu-afriki/ Archivado el 2 de diciembre de 2017 en Wayback Machine.
- http://kurash-ika.org/en/v-svazilende-sostoyalsya-chempionat-afriki-po-kurashu/ Archivado el 28 de julio de 2019 en Wayback Machine.
- http://kurash-ika.org/en/rezul-taty-chempionata-afriki/ Archivado el 24 de julio de 2019 en Wayback Machine.
- http://kurash-ika.org/en/rezul-taty-vii-chempionata-afriki-po-kurashu/ Archivado el 23 de julio de 2019 en Wayback Machine.
- http://kurash-ika.org/en/rezul-taty-pervenstva-afriki-sredi-yuniorov/ Archivado el 23 de julio de 2019 en Wayback Machine. (Results of African Junior champs, 2004 Port Louis, Mauritius)
- http://kurash-ika.org/en/v-respublike-kongo-sostoyalsya-chempionat-afriki/ Archivado el 23 de julio de 2019 en Wayback Machine.
- http://kurash-ika.org/en/rezul-taty-chempionata-afriki-2/ Archivado el 26 de julio de 2019 en Wayback Machine.

### European Kurash Championships
- 3rd : http://kurash-ika.org/en/chempionat-evropy-v-stambule/ Archivado el 30 de julio de 2019 en Wayback Machine. (2003)
- 4th : http://kurash-ika.org/en/rezul-taty-iv-chempionata-evropy/ Archivado el 17 de julio de 2019 en Wayback Machine. (2004)
- 5th : http://kurash-ika.org/en/itogi-chempionata-evropy/ Archivado el 25 de julio de 2019 en Wayback Machine. (2009)
- http://kurash-ika.org/en/itogi-chempionata-evropy-2/ Archivado el 23 de julio de 2019 en Wayback Machine. (First of 2015)
- http://kurash-ika.org/en/v-gretsii-sostoyalsya-chempionat-evropy-sredi-molodezhi-i-vzrosly-h/ Archivado el 28 de julio de 2019 en Wayback Machine. (End of 2015)
- http://kurash-ika.org/en/v-gretsii-sostoyalsya-chempionat-evropy-po-kurashu/ Archivado el 30 de julio de 2019 en Wayback Machine. (2016)

### American Kurash Championships
- http://kurash-ika.org/en/chempionat-pan-ameriki-po-kurashu/ Archivado el 23 de julio de 2019 en Wayback Machine.

The Pan American Kurash Union established in 2001, was one of the first continental unions affiliated to the IKA which started holding its own continental championships. The first Pan American continental championship among seniors was held in 2002 in La Paz, the capital city of Bolivia.

### International Islam Karimov Kurash Championships
- http://kurash-ika.org/en/itogi-turnira-v-gretsii/ Archivado el 23 de julio de 2019 en Wayback Machine.
- http://kurash-ika.org/en/itogi-turnira-v-velikobritanii/ Archivado el 28 de julio de 2019 en Wayback Machine.
- http://kurash-ika.org/en/itogi-mezhdunarodnogo-turnira-islama-karimova/ Archivado el 17 de julio de 2019 en Wayback Machine.
- http://kurash-ika.org/en/turnir-islama-karimova-v-londone-2/ Archivado el 23 de julio de 2019 en Wayback Machine.
- http://kurash-ika.org/en/rezul-taty-traditsionnogo-turnira-v-gretsii/ Archivado el 25 de julio de 2019 en Wayback Machine.

Greece successfully hosted the Xth International Islam Karimov Kurash tournament held on the 1st of March, 2015. This event traditionally held in Greece since 2004 was initiated by the European Kurash Confederation and the Greece Kurash federation.